# Nationale Vergadering van Weimar

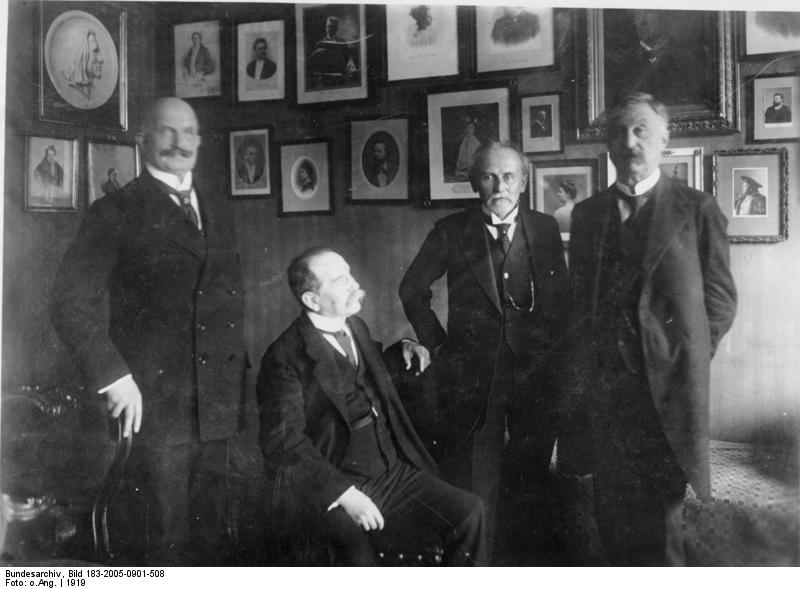
Het presidium van de Nationale Vergadering. V.l.n.r.: Hermann Dietrich, Konrad Haussmann, Eduard David en Konstantin Fehrenbach.

De Nationale Vergadering van Weimar (Duits: Weimarer Nationalversammlung, eigenlijk verfassungsgebende deutsche Nationalversammlung) was een Duitse constituante van 1919/1920.
Ze werd in januari 1919 gekozen; nieuw was aan de verkiezingen dat voor het eerst volgens een kiesrecht met evenredige vertegenwoordiging werd gestemd en dat vrouwen mochten stemmen (er waren ook vrouwen verkiesbaar). De Nationale Vergadering werkte de nieuwe Duitse grondwet uit (Grondwet van Weimar, 11 augustus 1919) en fungeerde tot de verkiezingen van de Rijksdag in juni 1920 als parlement. Zo heeft ze de Rijkspresident gekozen (nog in februari, vóór de grondwet, die een verkiezing door het volk voorzag) en de regering. Ook stemde een meerderheid, zij het met tegenzin, voor het tekenen van het Verdrag van Versailles.
De Nationale Vergadering kwam niet in de Duitse hoofdstad Berlijn maar in Weimar samen, omdat in de hoofdstad de situatie in het begin te onveilig was. Aan de stad van Goethe en Schiller dankt de eerste Duitse republiek haar naam, zoals men later de Bondsrepubliek Duitsland de Bonner Republik heeft genoemd. De toevoeging van Weimarer is belangrijk omdat er al eerder in Duitsland een Nationalversammlung was, namelijk het Frankfurter Parlement van 1848/1849.